# Європейська Україна
«Європе́йська Украї́на» — коаліція політичних сил у Верховній Раді України 8-го скликання, що була створена 27 листопада 2014 року. Об'єднувала 302 депутати (з часу створення до 1 вересня 2015); після 1 вересня налічувала 281 депутатів. Припинила існування 17 травня 2019 після проголошення Голови Верховної Ради про вихід фракції «Народний фронт».

## Коаліційна угода
Після позачергових парламентських виборів 2014 року та трьох тижнів перемовин, п'ять політичних сил, що пройшли до парламенту, підписали коаліційну угоду 21 листопада 2014 року. Підписантами угоди стали політичні партії:
- Блок Петра Порошенка
- Всеукраїнське об'єднання «Батьківщина»
- Народний фронт
- Радикальна партія Олега Ляшка
- Самопоміч.

До проєкту коаліційної угоди надавали свої пропозиції громадські об'єднання, зокрема Реанімаційний пакет реформ, частина із них були враховані.
Радикальна партія Олега Ляшка вийшла з коаліції 1 вересня 2015 року після попереднього схвалення парламентом законопроєкту щодо децентралізації та загибеллю чотирьох людей у пов'язаних з цим сутичках. 18 лютого 2016 року спікер оголосив про вихід із коаліції фракції «Батьківщина» а наступного дня, 19 лютого — фракції «Самопомочі».

## Діяльність

### Закони прийняті за вимогами МВФ
2 березня 2015 року Верховна Рада проголосувала за пакет законів, прийняття яких вимагав Міжнародний валютний фонд (МВФ) в обмін на фінансову допомогу. Однією з ключових змін стало підвищення тарифів на газ для населення на 280—285 %, задля якого Верховна Рада внесла зміни до держбюджету та збільшила субсидії на сплату комунальних послуг на 12,5 млрд грн. Загалом уряд виділив 24 млрд грн на покриття різниці у тарифах для незаможних верств населення. За оцінкою економічного експерта Андерса Аслунда, радикальне підвищення тарифів на газ це «найрішучіший крок проти корупції, який коли-небудь робили в Україні», оскільки багато хто зірвав статки саме на купівлі газу за ціною для населення і перепродажу його за ринковою ціною.
Також депутати провели пенсійну реформу (зокрема скоротили пенсії для працюючих пенсіонерів на 15 % та підвищили пенсійний вік жінок до 60 років), підвищили ставку ренти за користування надрами для видобутку газу з 20 % до 70 %, надали «Нафтогазу» більше інструментів для боротьби з боржниками, підвищили відповідальність керівництва та контролерів банків, прийняли за основу законопроєкт щодо захисту прав інвесторів в Україні, ухвалили закон, спрямований на легалізацію зарплат, збільшили щомісячну допомогу малозабезпеченим сім'ям, а також вдвічі скоротили перелік ліцензованих видів діяльності в Україні, що покращує умови ведення бізнесу в Україні.
Під час прийняття цих законів, консолідовано голосували Народний фронт та Блок Петра Порошенка. Три менші партнери за коаліцією спочатку висловлювали популістські протести, особливо проти пенсійної реформи, яку прийняли всього 238 голосами «за».

### Інші закони
10 лютого 2015 року Верховна Рада ухвалила законопроєкт № 1647, який передбачав вилучення із закону «Про захист суспільної моралі» згадки про Національну експертну комісію з питань захисту суспільної моралі, поклавши її функції на інші державні органи. Ліквідація цієї комісії була одним із пунктів коаліційної угоди.

## Критика
Коаліцію критикують за неконсолідовані голосування навіть щодо важливих законів. За словами Анатолія Гриценка:
|  | Жодної коаліції з 300+ депутатів немає. Адже навіть ініційовані коаліцією проекти не отримують 300+ голосів, тим вони ледь проходять шлагбаум у 226 голосів, іноді й того не набирають і провалюються ж коаліціантами. Це — коаліція? Ні. Це блеф і повна безвідповідальність. Якщо парламент не схаменеться, його треба розпускати. |